# Guásimas del Caimán
Guásimas del Caimán är en ort i Mexiko.   Den ligger i kommunen Del Nayar och delstaten Nayarit, i den centrala delen av landet, 600 km nordväst om huvudstaden Mexico City. Guásimas del Caimán ligger 822 meter över havet och antalet invånare är 195.
Terrängen runt Guásimas del Caimán är bergig åt sydost, men åt nordväst är den kuperad. Terrängen runt Guásimas del Caimán sluttar västerut. Runt Guásimas del Caimán är det mycket glesbefolkat, med 5 invånare per kvadratkilometer. Närmaste större samhälle är San Miguel, 19,9 km nordost om Guásimas del Caimán. I omgivningarna runt Guásimas del Caimán växer huvudsakligen savannskog.